# 路易-奥古斯特·西尔巴里

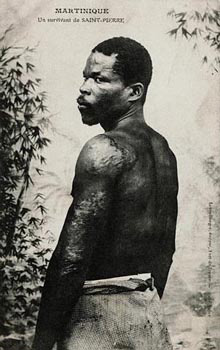
印有西尔巴里的一张明信片，上面写着“圣皮埃尔的幸存者”

卢德格尔·西尔巴里（英語：Ludger Sylbaris，1875年6月1日—1929年），出生時名爲奧古斯特·西爾巴里或路易-奧古斯特·西爾巴里（英語：Auguste Cyparis），是一名非裔加勒比人。1902年5月8日，在法国的马提尼克岛培雷火山爆发中，其所在城市圣皮埃尔正处于火山碎屑流扩散的直接路径上，这座被称为“西印度群岛的巴黎”的城市被完全夷为平地，大约有3至4万人死亡。西尔巴里由于当时被关在地下监狱而逃过一劫，成为了圣皮埃尔市为数不多的幸存者之一。

## 火山爆发

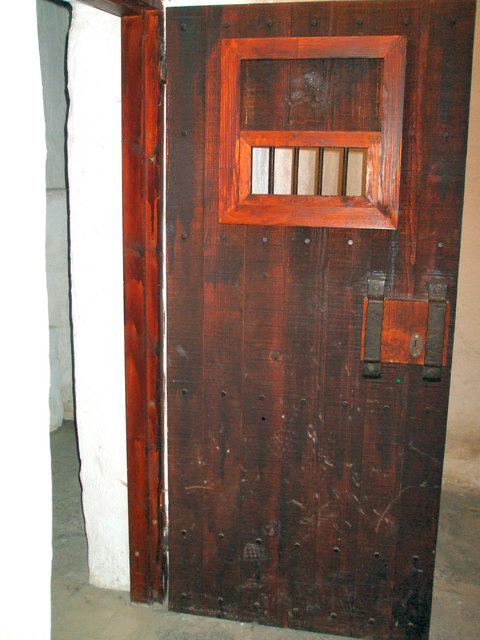
一种带有栅栏的监狱门

### 背景

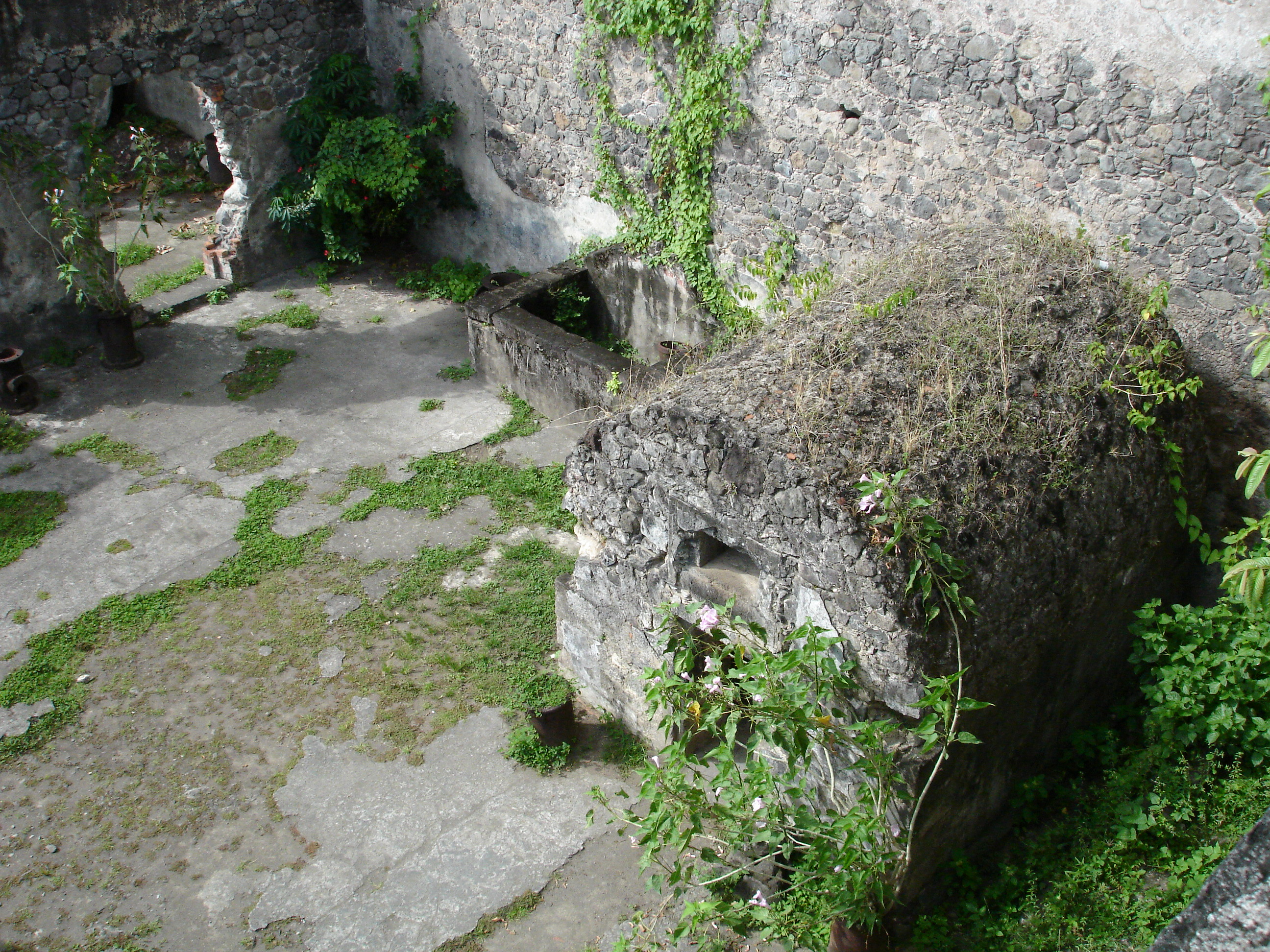
西尔巴里所在牢房遗址

1875年左右，西尔巴里出生于马提尼克岛。1902年时，他是圣皮埃尔区首府圣皮埃尔的一名普通劳工。
火山爆发前一天，即1902年5月7日夜晚，西尔巴里参与了一场酒吧斗殴或街头斗殴事件，因攻击他人被关进监狱。还有一种说法是西尔巴里杀害了一名男子，并因杀人罪而入狱。而哪一个是真实情况现在已经不得而知。一些调查表明，西尔巴里可能经常与圣皮埃尔当局发生冲突。还有一些传言称，西尔巴里在当晚做梦时预见到了未来，因此在喝醉后犯罪以躲避灾难。
西尔巴里被锁在地下监狱的一个单人牢房中,牢房墙壁由石头制成，且防爆、防轰炸。牢房内没有窗户，唯一可以通风的地方是门上狭窄的栅栏缝隙。这些因素使得灾难发生时，西尔巴里的牢房成为了全圣皮埃尔最安全的地方。

### 灾难发生
第二天早上7点52分，圣皮埃尔东北部的培雷火山突然爆发，巨量火山灰喷涌而出。紧接着形成了浓密的蘑菇云，周围80公里内的天空迅速被乌云笼罩。事后经计算，乌云的初始蔓延速度达到了每小时670公里。乌云主要由过热蒸汽、火山气体和尘埃（即火山灰）组成，温度超过1000°C。火山碎屑流覆盖了大约21km2的地区，圣皮埃尔首当其冲。城内全部建筑都被夷为平地，几乎所有居民都被烧死或窒息而死。
据西尔巴里所说，火山爆发后，牢房外部变得十分黑暗，高温气体混合着细灰通过牢房栅栏的缝隙进入了他的牢房。于是他在衣服上撒尿，并把衣服塞进了缝隙中，以阻挡高温气体。火山爆发所产生的高温只持续了很短的一段时间，但依然使西尔巴里的手、胳膊、腿部、背部受到了严重灼伤，但他的衣服没有着火，使其并未呼吸到高温气体。4天后，一支救援队在监狱的废墟搜寻幸存者时听到了西尔巴里的呼喊声。虽然他的烧伤情况十分严重，但他还是活了下来，并且能叙述整个事件的发生过程。

## 获救后
此后，西尔巴里被无罪释放，并加入了巴纳姆贝利马戏团，在美国各地巡回演出，向观众讲述火山爆发时的恐怖场面，被人称为“经历过世界末日的人”、“世界上最了不起的人”。
1929年，西尔巴里因自然因素死亡。